# Kleiner Weiher
Der Kleine Weiher liegt ca. 150 Meter nördlich unterhalb vom Großen Weiher im Schlosspark von Schloss Ambras. Mit nur ca. 0,70 ha Fläche fristet der kleinere Bruder eher ein Schattendasein. Der kleine See wird vom Aldranser Bach durchflossen und weist geringe Fischpopulation auf. Durch die geringe Größe des Sees kommt es trotz der Frischwasserzufuhr immer wieder zu Verschmutzungen. 